# Manuel Paradela
Manuel Paradela (Pilar, 1919/1920 - Cebu City, 18 juni 2009) was een Filipijnse advocaat en radiopresentator. 
Paradela die rechten studeerde aan de Southwestern University in Cebu City en presenteerde in de jaren 80 samen met Nenita Cortes Daluz een populair radioprogramma op de zender dyRF. In dat programma werden de misstanden onder toenmalig president Ferdinand Marcos, waaronder de moord op oppositeleider Ninoy Aquino, bekritiseerd. Ook nam hij in die tijd actief deel aan demonstraties en forums tegen Marcos.
Paradela werkte totdat hij in januari 2009 een beroerte kreeg als advocaat en had rond die tijd nog zo’n 200 zaken, waarvan de meeste op pro bono-basis. Hij overleed 80-jarige leeftijd aan de gevolgen van een longontsteking.

## Bron
- Paradela, Cebu lawyer, passes on, Cebu Daily News, 18 juni 2009, geraadpleegd op 18 juni 2009.